# Henri Chabrillat
Henri Chabrillat, né 28 décembre 1841 à Marseille et mort le 15 janvier 1893 à Courbevoie, est un journaliste, auteur dramatique, librettiste, directeur de théâtre et homme politique français.

## Biographie

### Journaliste sous le Second Empire
Engagé volontaire au 14e régiment d'infanterie, pendant deux ans de mai 1859 à mai 1861, Henri Chabrillat
participe à la campagne d'Italie en 1859. Après avoir écrit dans tous les grands et petits journaux parisiens, il entre au Figaro en 1869 pour faire du grand reportage d'investigation, notamment au moment de l'affaire Troppmann ou du procès du prince Pierre-Napoléon Bonaparte à Tours. Selon Le Figaro, dans une interview, Zola réclamait cette forme spéciale du journalisme.
Quand vient la guerre de 1870, Henri Chabrillat est grand-reporter pour le Figaro à Froeschwiller où il assiste à la bataille et est fait prisonnier. Il s'engage dans le bataillon des francs-tireurs de Paris, qui prend part à la défense de Châteaudun ; il devient aide de camp du général Chanzy, il est blessé deux fois sur le champ de bataille, et fait chevalier de la Légion d'honneur.

### Théâtre et politique sous la Troisième République
Après la conclusion de la paix, il se tourne vers le théâtre. Il fait jouer seul ou en collaboration une série d'opérettes, dont quelques-unes obtiennent du succès : Mazeppa, La Belle Bourbonnaise, Les Trois Margots, L'Eléphant Blanc, L'Alchimiste des Batignolles, Le Roi d'Yvetot, un opéra-comique, La Fiancée du roi de Garbe plusieurs vaudevilles, Les Cuisinières en grève, Le Don Juan de la rue Saint-Denis, Le Piège à loups, et une vingtaine de levers de rideau dont Il pleut qui passe la millième aux Folies-Dramatiques.
Ce goût du théâtre, qu'il tenait de son père, ancien imprésario de province, conduit Henri Chabrillat à prendre en 1878 la direction de l'Ambigu. Il ouvre le premier la porte aux tentatives naturalistes. Il met en scène L'Assommoir et Nana. Puis viennent les mauvais jours, et il doit passer la main. Grevé de dettes, il cède le bail de son théâtre à Sarah Bernhardt en fin juillet 1882. Curieux de toutes les formes littéraires, après avoir tâté du journalisme et du théâtre, il se jette dans le roman avec Les Amours d'une millionnaire, La Petite Bellette, Friquet, La Fille de Monsieur Lecoq, L'Empoisonneuse du Val Suzon, La Fillotte, Les Écumeurs de Paris, œuvres d'imagination pure, à la façon de Gaboriau, et L'Amour en quinze leçons, un recueil de nouvelles. Chabrillat vient reprendre sa place au Figaro, où, sous le pseudonyme de « Le Liseur », il fait la revue des journaux quotidiens.
En 1889, il rallie le mouvement boulangiste par haine du gouvernement et se présente comme candidat révisionniste dans la 2ème circonscription de Chartres (Eur-et-Loir) avec Victor Willenich (administrateur du journal boulangiste La Cocarde). Il exprime une confiance totale dans le général Boulanger qu'il veut « élu à vie ». Il n'arrive finalement pas à se faire élire et arrive deuxième derrière son concurrent Émile Millochau.
Il épouse la fille de Louis Cantin, qui obtint au Conservatoire un brillant premier prix de piano.

## Œuvres

### Livrets
- Mazeppa (1872)
- Dans le mouvement (1872), vaudeville
- Le Roi d'Yvetôt (1873)
- La Belle Bourbonnaise (1874)
- La Fiancée du roi de Garbe (1874)
- Les Mirlitons (1876), vaudeville-revue avec Ernest Blum et Alfred Duru, musique d'Auguste Coédès (Folies-Dramatiques, 19 avril 1876)
- Les Trois Margot (1877), opérette, musique de Charles Grisart (Bouffes-Parisiens, 6 janvier 1877)

### Livres
- Les amours d'une millionnaire (1883)[8]
- La Petite Belette (1884),
- La Fille de Monsieur Lecoq (1886)
- Les Cinq Sous de Lavarède en collaboration avec Paul d'Ivoi, (1894)

## Adaptations au cinéma
Le roman Les cinq sous de Lavarède fut adapté au cinéma à plusieurs reprises. Une première adaptation en film muet, Les Cinq Sous de Lavarède, est réalisée par Henri Andréani en 1913. Une autre, également en film muet, Les Cinq Sous de Lavarède, est réalisée par Maurice Champreux en 1927. La première adaptation en cinéma parlant, toujours intitulée Les Cinq Sous de Lavarède, est réalisée par Maurice Cammage en 1938 avec Fernandel dans le rôle-titre.

## Décorations
- Chevalier de la Légion d'honneur (1871)[1]
- Médaille commémorative de la campagne d'Italie (1859)